# Columbia Glacier (glaciär i Kanada)
Columbia Glacier är en glaciär i Kanada.   Den ligger i provinsen Alberta, i den centrala delen av landet, 3 100 km väster om huvudstaden Ottawa. Columbia Glacier ligger 1 878 meter över havet.
Terrängen runt Columbia Glacier är bergig åt nordväst, men åt sydost är den kuperad. Columbia Glacier ligger nere i en dal. Trakten runt Columbia Glacier är nära nog obefolkad, med mindre än två invånare per kvadratkilometer.. Det finns inga samhällen i närheten. 
Trakten runt Columbia Glacier är permanent täckt av is och snö.